# Alexandru V. Grossu
Alexandru V. Grossu (n. 14 iulie 1910, la Ciorăni, județul Vrancea – d. 26 martie 2004) a fost un biolog român, specializat în malacologie.
S-a născut pe 14 iulie 1910, la Ciorăni, în Vrancea, într-o veche familie de agricultori. Licențiat în 1934 la Facultatea de Științe, secția Naturale de la Universitatea București. În 1939 și-a susținut teza de doctorat în științe biologice cu teza intitulată „Contribuțiuni sistematice, ecologice și biologice asupra gasteropodelor din regiunea Sinaia (masivele Bucegi-Gârbova)”, sub conducerea profesorului Andrei-Popovici Bâznoșanu. În 1939–1951 a fost inspector școlar, director al Colegiului Diaconovici-Loga din Timișoara. În 1949 este numit conferențiar la Institutul de Medicină din Timișoara. În 1952, se mută la București, fiind numit Profesor și Rector al Institutului Pedagogic (1952–1955). În 1955 este transferat ca profesor la Facultatea de Biologie din București, unde va lucra până în anul pensionării, 1975. În acest interval este și Șeful Catedrei de Zoologia Vertebratelor și Decan al Facultății de Biologie din București (1957–1964). În 1975–1990 este profesor consultant și conduce 30 de doctorate.
În 1955, ministrul Educației, Ilie Murgulescu, îl numește ca Director al Muzeului de Istorie Naturală „Grigore Antipa” și deține acest post în perioada 1955–1957. Reorganizează Muzeul și înființează Travaux du Muséum, revistă cunoscută astăzi în întreaga lume.
Profesorul Alexandru V. Grossu este recunoscut în străinătate drept unul dintre cei mai importanți malacologi ai secolului XX. A fost membru a numeroase societăți științifice. A descris câteva zeci de taxoni și a publicat peste 160 de lucrări de malacologie, printre care cele trei volume Mollusca din Fauna Fauna Republicii Populare Române și o monografie în patru volume „Gastropoda Romaniae”. Colecțiile de moluște pe care le-a făcut sunt impresionante și o mare parte din ele se află în patrimoniul mai multor muzee din România.